# Karak kormányzóság

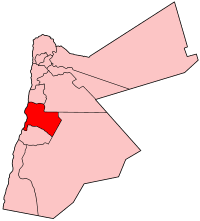
Karak kormányzóság elhelyezkedése Jordánián belül

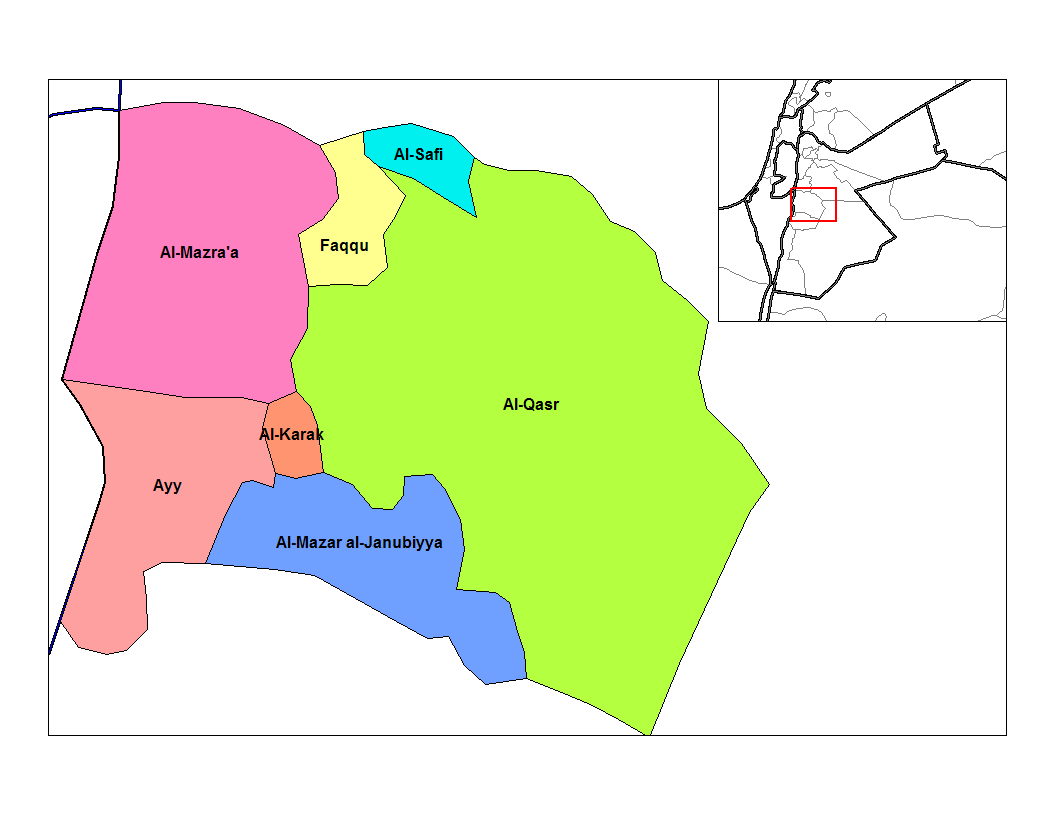
A tartomány körzetei

El-Karak kormányzóság (arabul محافظة الكرك [Muḥāfaẓat al-Karak]) Jordánia tizenkét kormányzóságának egyike. Az ország nyugati részén fekszik. Északon Mádaba, északkeleten a Főváros, keleten Maán, délen et-Tafíla kormányzóság, nyugaton pedig Izrael határolja részben a Holt-tenger révén. Székhelye el-Karak városa. Területe 3 217 km², népessége 214 225 fő. Területe hét körzetre (livá) oszlik (el-Agvár el-Dzsanúbijja, Ajj, Fakkú, el-Karak, el-Kaszr, el-Katrána, el-Mazár el-Dzsanúbi).